# Benten Corona
Benten Corona est une corona, formation géologique en forme de couronne, située sur la planète Vénus par 16° N et 340° E. Elle est localisée dans le quadrangle de Sif Mons. Elle a été nommée en référence à Benten, déesse japonaise de l'amour et de la fertilité. 

## Géographie et géologie
Benten Corona couvre une surface circulaire d'environ 310 km de diamètre. 